# Helena Voldan
Helena Voldan (Voldanová) (31. ledna 1925 Praha – 26. října 2021 Buenos Aires) byla česko-argentinská psycholožka a profesorka literatury, která překládala českou literaturu do španělštiny a propagovala vůbec českou kulturu a speciálně dílo Komenského.
Ředitelka České Volné Katedry na Universidad Argentina John F. Kennedy, bývalá profesorka Slovanských Literatur na Universidad Católica Argentina, prezidentka argentinského Centro Cultural Johannes Amos Comenius, ředitelka a překladatelka kolekce „Ars Bohemiæ“ nakladatelství Ekumene Comenius Cultural Center z Buenos Aires. Profesorka Literatury (Universidad de Buenos Aires), Licenciada Psychologie (Ibid.), Profesorka Dějin Umění a Hudby (Ibid.), filoložka. Překládala nejen J. A. Komenského, nýbrž hlavně nejdůležitější české spisovatele, básníky, myslitele a mystiky; organizovala české kulturní eventy, psala a příležitostně malovala.

## Život
Byla dcera Františka Voldana (z Českého Brodu a Hlinska v Čechách) a Milady Voldanové roz. Srncové z Prahy-Karlín: měla mladší sestru Miladu. Vychodila obecnou školu v době první Československé republiky. V roce 1936 rodina odjela do Buenos Aires, kde její otec vedl čsl. konsulát. Silně se jí dotklo, že v cizině – i mezi krajany – se velmi málo vědělo o české kultuře a ve svých dětských letech se rozhodla v budoucnosti přeložit českou literaturu do španělštiny; krátce potom ještě za války horlivě začala s R.U.R. Karla Čapka. Sama světová situace však nedovolila návrat; její otec stačil založit v Buenos Aires jen české odbojové noviny, ale nepřežil; zemřel, mladý, v den kdy vypukla válka.
Velmi mladá začala pracovat a zároveň studovat: na Universidad de Buenos Aires absolvovala profesuru Literatury a filologie, potom licenciaturu Psychologie a posléze Dějiny umění a hudby, každá z nich pětileté studium. Jako psycholožka pracovala na interdisciplíně oborů psychologie dětí a mládeže a vůbec psychologie a umění a jako profesorka učila krátce literaturu španělskou a potom českou a slovanskou v cyklu Slovanských Kultur na Universidad Católica Argentina (1963-64, řed. Dr. F. Toczylowski, pod záštitou Centra Ignaz Paderewski z USA).
Dlouho spolupracovala s univerzitním nakladatelstvím EUDEBA.

## Dílo
Pro Knihovnu Filozofické fakulty Univerzity Buenos Aires založila v 60. letech 20. století sekci „Juan Amós Comenio“ na základě donace knih slovanských literatur, ale tato kolekce dále nepokračovala pro vnitřní rozpory v knihovně. Mezi 1979-1983 působila v investigaci filologie v Instituto de Lingüística Juan de Garay z Buenos Aires. Po několik desetiletí těžké a opačné politické podmínky jak tehdejšího Československa tak Argentiny znemožňovaly větší plynulou kulturní práci pro propagandu české kultury.
V roce 1991 mluvila poprvé veřejně o Komenském na Knižním veletrhu v Buenos Aires právě tenkrát věnovaný pedagogii, a rok na to na žádost Čsl. vyslanectví oslavila rok Komenského konferencí na tamější Academia de Ciencias. Za svoji dlouholetou práci pro českou kulturu dostala první české vyznamenání (medaili J. A. Komenského z Prahy). Vědoma si nedostatku překladů díla Komenského, rozhodla se přeložit jeho hlavní díla z češtiny a latiny do španělštiny, což se rozrostlo během času na cca 5000 stránek: budoucích 7 svazků po 700 str. díla Obras escogidas de Johannes Amos Comenius pro nakladatelství Ekumene Comenius Cultural Center, kde mimo to řídí kolekci „Ars Bohemiæ“ české krásné literatury.
Dále propagovala komeniologii ze svého Centro Cultural Johannes Amos Comenius (Buenos Aires) prostřednictvím jeho multimediálních nezištných aktivit, založila tam knihovnu Biblioteca Comeniana a projektovala v duchu Komenského nové knížky pro děti a mládež. Pracovala s orientací ekologie, přírodní medicíny, univerzální duchovnosti (sama byla křesťanka), ekumenického pochopení a indiskriminace mezi národy a pacifismu; byla též aktivní přítelkyně zvířat a tudíž vegetariánka, což považovala za nutnou podmínku pro další duchovní vývoj.
Spolupracovala s Escuela Cristiana Evangélica Argentina (ECEA), se kterou spolu s několika argentinskými osobnostmi v oboru pedagogie organizovala první Dny J. A. Komenského (Jornadas Comenianas) v Buenos Aires v srpnu 2002 a druhé Dny J. A. Komenského, též se jmenovanou vysokou školou ECEA a s Universidad Argentina John F. Kennedy v srpnu 2006, na heslo Z labyrintu k Jednomu (toto téma bylo zpracované ve spojení s problémem kvalita versus kvantita žáků v dnešní výchově a potom hájené prof. Voldanovou na Konferenci ODO v Praze v listopadu 2007). Pro globalizaci vysoké úrovně (s dalším heslem „Oduševnělá výchova, oduševnělá globalizace“) považovala toto téma jako syntézu Komenského úsilí o nápravu lidských věcí, projektovala na něm dále pracovat a žádala o spolupráci.
Pro Universidad Argentina J. F. Kennedy řídila českou katedru, ve které mimo roky věnované Dnům J. A. Komenského se ukazují nejvyšší exponenty české kultury. V literatuře to byly „Antologie české poesie XX stol.“ (čtení O. Březiny, J. Seiferta, V. Holana a jiných), V. Vančura („Marketa Lazarová“), J. Kvapil („Rusalka“); v hudbě B. Smetana, L. Janáček, A. Dvořák (tento text, Paul Bardin), B. Martinů (tento text, Paul Bardin) na brochure Jaroslava Mihule); v malířství výstavy uměleckých reprodukcí „Gotické krásné madony“, „Žena v českém malířství od 1850 do 2000“ a „Symbolismus v českém umění“, obvykle s příslušnými audicemi a seminářem. Dle hesla „Nejvyšší hodnoty“ řídí kolekci „Ars Bohemiæ“ nakladatelství Ekumene Comenius Cultural Center (www.ekumene-ccc.net). Pro tuto přeložila důležitá díla české literatury, odpovídající předešlým eventům: Música de manantiales y selección de poemas Otokara Březiny; Poemas, antología esencial Jaroslava Seiferta; romány Errantes a Un arco iris de Dios Jaroslava Durycha; Marketa Lazarová Vladislava Vančury; El peregrino cojo Josefa Čapka; politické paměti La luz llega entre tinieblas se svou poetickou parafrází Sospechosa comarca con ángeles Zděnka Rotrekla; částečně v přípravě libreta oper Rusalka, Jenůfa, Dalibor, Julietta, Pasión griega. Knížky pro děti Bichitos de luz Jana Karafiáta a Cuentos del profesor Ulipi-spirus a Fábulas de la lechuza sabia kardinála Tomáše Špidlíka; v hudbě a muzikologii Bohuslav Martinů, símbolo y música Jaroslava Mihule, umělecké sešity Jaroslav Šerých a jiné. Každá obálka je inspirovaná na detailech českých mistrů své doby v jejím provedení.
V roce 2006 spolupracovala s Velvyslanectvím České republiky v koncepci a vytvoření oslavy „Čeští myslitelé ve staletích“, která se odehrála na Knižním veletrhu v městě Buenos Aires; tato oslava se zakládala hlavně na specializovaných konferencích, čtení textů a projekcích, a t. d. Tohoto času sbírala a psala děje zasloužilých rodin ze staré české komunity v Argentině a připravuje třetí Dny Komenského s první ukázkou celé přípravy budoucího vydání sedmisvazkového díla Obras escogidas de Johannes Amos Comenius, dále připravovala na další rok Obra completa: ensayos poéticos y poemas Otokara Březiny a v Praze s nejužšími spolupracovníky, prozatím v češtině, soubor Duch myšlení v dějinách národa českého. Za svoji práci pro propagaci české kultury v roce 2006 dostala státní cenu Gratias agit. Byla vdova po Dru. F. Gonzálezovi a její syn, Alexandr, intelektuál a mystik, příležitostně s ní spolupracoval a dle jejich slov byl její největší oporou.